# Grande Prêmio de Detroit de 1987
Resultados do Grande Prêmio de Detroit de Fórmula 1 realizado em Detroit em 21 de junho de 1987. Quinta etapa do campeonato, foi vencido pelo brasileiro Ayrton Senna, da Lotus-Honda, com Nelson Piquet em segundo pela Williams-Honda e Alain Prost em terceiro pela McLaren-TAG/Porsche.

## Resumo
● Ayrton foi o único piloto da zona de pontuação que não fez pit stops.
● Sexta e última vitória de Ayrton Senna pela equipe Lotus.
● Essa também foi a última vitória da Team Lotus. A equipe fundada por Colin Chapman.

## Classificação da prova
| Pos.   | Nº | Piloto             | Construtor             | Voltas | Tempo/Diferença | Grid | Pontos |
| ------ | -- | ------------------ | ---------------------- | ------ | --------------- | ---- | ------ |
| 1      | 12 | Ayrton Senna       | Lotus-Honda            | 63     | 1:50:16.358     | 2    | 9      |
| 2      | 6  | Nelson Piquet      | Williams-Honda         | 63     | + 33.819        | 3    | 6      |
| 3      | 1  | Alain Prost        | McLaren-TAG/Porsche    | 63     | + 45.327        | 5    | 4      |
| 4      | 28 | Gerhard Berger     | Ferrari                | 63     | +1:02.601       | 12   | 3      |
| 5      | 5  | Nigel Mansell      | Williams-Honda         | 62     | + 1 volta       | 1    | 2      |
| 6      | 18 | Eddie Cheever      | Arrows-Megatron        | 60     | + 3 voltas      | 6    | 1      |
| 7      | 2  | Stefan Johansson   | McLaren-TAG/Porsche    | 60     | + 3 voltas      | 11   |        |
| 8      | 10 | Christian Danner   | Zakspeed               | 60     | + 3 voltas      | 16   |        |
| 9      | 7  | Riccardo Patrese   | Brabham-BMW            | 60     | + 3 voltas      | 9    |        |
| 10     | 25 | René Arnoux        | Ligier-Megatron        | 60     | + 3 voltas      | 21   |        |
| 11     | 3  | Jonathan Palmer    | Tyrrell-Ford           | 60     | + 3 voltas      | 13   |        |
| 12     | 14 | Pascal Fabre       | AGS-Ford               | 58     | + 5 voltas      | 26   |        |
| Ret    | 20 | Thierry Boutsen    | Benetton-Ford          | 52     | Freios          | 4    |        |
| Ret    | 26 | Piercarlo Ghinzani | Ligier-Megatron        | 51     | Embreagem       | 23   |        |
| Ret    | 4  | Philippe Streiff   | Tyrrell-Ford           | 44     | Roda            | 14   |        |
| Ret    | 30 | Philippe Alliot    | Lola-Ford              | 38     | Acidente        | 20   |        |
| Ret    | 27 | Michele Alboreto   | Ferrari                | 25     | Câmbio          | 7    |        |
| Ret    | 24 | Alessandro Nanini  | Minardi-Motori Moderni | 22     | Câmbio          | 18   |        |
| Ret    | 9  | Martin Brundle     | Zakspeed               | 16     | Turbo           | 15   |        |
| Ret    | 17 | Derek Warwick      | Arrows-Megatron        | 12     | Acidente        | 10   |        |
| Ret    | 16 | Ivan Capelli       | March-Ford             | 9      | Eléctrico       | 22   |        |
| Ret    | 19 | Teo Fabi           | Benetton-Ford          | 6      | Acidente        | 8    |        |
| Ret    | 21 | Alex Caffi         | Osella-Alfa Romeo      | 3      | Transmissão     | 19   |        |
| Ret    | 8  | Andrea de Cesaris  | Brabham-BMW            | 2      | Câmbio          | 17   |        |
| Ret    | 23 | Adrian Campos      | Minardi-Motori Moderni | 1      | Acidente        | 25   |        |
| Ret    | 11 | Satoru Nakajima    | Lotus-Honda            | 0      | Acidente        | 24   |        |
| Fonte: |    |                    |                        |        |                 |      |        |

## Tabela do campeonato após a corrida
| Pos.   | Piloto           | Pontos |
| ------ | ---------------- | ------ |
| 1      | Ayrton Senna     | 24     |
| 2      | Alain Prost      | 22     |
| 3      | Nelson Piquet    | 18     |
| 4      | Stefan Johansson | 13     |
| 5      | Nigel Mansell    | 12     |
| Fonte: |                  |        |

| Pos.   | Construtor          | Pontos |
| ------ | ------------------- | ------ |
| 1      | McLaren-TAG/Porsche | 35     |
| 2      | Williams-Honda      | 30     |
| 3      | Lotus-Honda         | 27     |
| 4      | Ferrari             | 17     |
| 5      | Brabham-BMW         | 4      |
| Fonte: |                     |        |

- Nota: Somente as primeiras cinco posições estão listadas. Entre 1981 e 1990 cada piloto podia computar onze resultados válidos por temporada não havendo descartes no mundial de construtores.